# Negra

Figura 1. Pentagrama con dos notas negras y un silencio de negra.

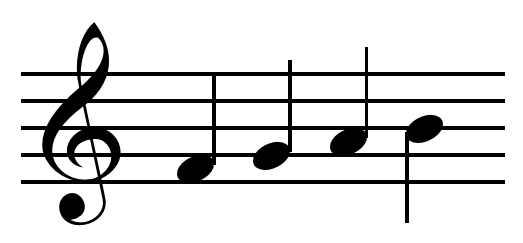
Figura 2. Cuatro negras. Las notas negras son las figuras de menor duración que al ir seguidas no se representan unidas por las plicas.

La negra es una figura musical que equivale a ¼ del valor de la figura redonda. El antepasado de la negra es la semiminima de la notación mensural.

## Representación gráfica
Las figuras de negras se representan con una cabeza de nota ovalada coloreada en negro (de ahí su nombre) y con una plica vertical sin adornos (como la blanca). La dirección de la plica depende de la posición de la nota. Al igual que sucede con todas las figuras que llevan plicas, las negras se dibujan con la plica a la derecha de la cabeza de la nota y hacia arriba, cuando el sonido representado está por debajo de la tercera línea del pentagrama. Mientras que, cuando la nota está en dicha línea media o por encima de esta, se dibujan con la plica a la izquierda de la cabeza de la nota y hacia abajo. No obstante, esta regla no es absoluta ya que puede variar cuando es necesario ligar varias notas o cuando se representa más de una voz (ver Figura 1). De hecho en las obras polifónicas la orientación de las plicas ayuda a distinguir las diferentes voces.
El silencio de negra es su silencio equivalente. La negra, como todas las figuras musicales, tiene un silencio de su mismo valor y supone que durante ese tiempo no se emite sonido alguno. Suele representarse mediante el símbolo  aunque en ocasiones podemos encontrarnos con el símbolo antiguo . Ejemplos del antiguo símbolo se encuentran en música inglesa hasta principios del siglo XX. Se encuentran muestras de la forma más antigua en obras de los editores de música ingleses de principios del siglo XX, por ejemplo en la partitura vocal Misa de Requiem de Wolfgang Amadeus Mozart, editada por William Thomas Best y publicada en Londres: Novello, 1879.
En Unicode el símbolo de negra es U+2669 (♩).

## Duración y equivalencias
La figura de negra equivale a la cuarta parte de una redonda, a la mitad de una blanca, a 2 corcheas, 4 semicorcheas, 8 fusas o 16 semifusas. 
En un compás de subdivisión binaria (2
4; 3
4; 4
4; etc.) la negra equivale a un tiempo. Por lo tanto, en un compás de 4
4 esta figura ocupa la cuarta parte de un compás. 
En un compás de subdivisión ternaria (3
8; 6
8; 9
8; 12
8; etc.) la negra equivale a dos terceras partes de un tiempo, por lo que no completa la duración de un compás. Por ejemplo, un compás de 3
8 equivale a 3 corcheas, es decir, una negra y media (o a una negra con puntillo); un compás de 6
8, equivale a 6 corcheas, es decir, dos negras con puntillo; y así sucesivamente.

## Etimología
Los nombres que se le dan a esta figura y a su silencio en diferentes lenguas varían enormemente:
| Idioma           | Nombre de la nota | Nombre del silencio             |
| ---------------- | ----------------- | ------------------------------- |
| Alemán           | Viertelnote       | Viertelpause                    |
| Catalán          | negra             | silenci de negra                |
| Croata           | četvrtinka        | četvrtinska pauza               |
| Checo            | čtvrťová nota     | čtvrťová pauza                  |
| Chino (中文)     | 四分音符          | 四分休止符                      |
| Español          | negra             | silencio de negra               |
| Finés            | Neljäsosanuotti   | Neljäsosatauko                  |
| Francés          | noire             | soupir                          |
| Griego           | tetarto (τέταρτο) | pausi tetartou (παύση τετάρτου) |
| Inglés americano | quarter note      | quarter rest                    |
| Inglés británico | crotchet          | crotchet rest                   |
| Italiano         | semiminima        | pausa di semiminima             |
| Neerlandés       | kwartnoot         | kwartrust                       |
| Noruego          | fjerdedelsnote    | fjerdedelspause                 |
| Polaco           | ćwierćnuta        | pauza ćwierćnutowa              |
| Portugués        | semínima          | pausa de semínima               |
| Ruso             | четвертная нота   | четвертная пауза                |
| Sueco            | fjärdedelsnot     | fjärdedelspaus                  |
| Tailandés        | โน๊ตตัวดำ           | ตัวหยุดตัวดำ                       |
| Turco            | dörtlük nota      | dörtlük es                      |

Los nombres en catalán, español y francés de la nota significan «negro», acepción que deriva del hecho de que la semiminima era la nota más larga que se rellenaba coloreando con negro en la notación mensural blanca, lo cual se ha mantenido en la grafía actual.
El término empleado en inglés británico, usado en Reino Unido y Canadá, para la negra viene del vocablo del francés antiguo crochet, que significa «pequeño gancho», diminutivo de «gancho», debido al gancho que se añadía a la plica para representar en la nota en la notación negra. Sin embargo,  el término en francés moderno croche se refiere a la corchea debido a que el gancho apareció en la corchea en la notación blanca. 
Por su parte, en Estados Unidos escogen la acepción quarter note que significa «cuarto de nota» en relación con el valor de la redonda, llamada «nota completa» en esta nomenclatura. Los términos americanos son calcos semánticos de los términos alemanes, ya que cuando las orquestas estadounidenses se establecieron por primera vez en el siglo XIX fueron pobladas en gran medida por emigrantes alemanes.
Las denominaciones griega y china también aluden al concepto de «cuarto de nota» para la figura y «cuarto de pausa» para el silencio. La expresión pausa deriva del griego, en que todos los silencios musicales se llaman «pausas».